# Archettes
Archettes – miejscowość i gmina we Francji, w regionie Grand Est, w departamencie Wogezy.
Według danych na rok 1990 gminę zamieszkiwało 1038 osób, a gęstość zaludnienia wynosiła 75 osób/km² (wśród 2335 gmin Lotaryngii Archettes plasuje się na 359. miejscu pod względem liczby ludności, natomiast pod względem powierzchni na miejscu 384.).